# Néstor Araujo
Néstor Alejandro Araujo Razo (sinh ngày 29 tháng 8 năm 1991) là một cầu thủ bóng đá chuyên nghiệp người México hiện thi đấu ở vị trí trung vệ cho câu lạc bộ América tại Liga MX và đội tuyển quốc gia México.

## Thống kê sự nghiệp

### Câu lạc bộ
Tính đến ngày 22 tháng 10 năm 2022
| Club                 | Season       | League       | League | League | Cup  | Cup   | Continental | Continental | Other | Other | Total | Total |
| Club                 | Season       | Division     | Apps   | Goals  | Apps | Goals | Apps        | Goals       | Apps  | Goals | Apps  | Goals |
| -------------------- | ------------ | ------------ | ------ | ------ | ---- | ----- | ----------- | ----------- | ----- | ----- | ----- | ----- |
| Cruz Azul            | 2010–11      | Liga MX      | 17     | 0      | —    | —     | 2           | 0           | —     | —     | 19    | 0     |
| Cruz Azul            | 2011–12      | Liga MX      | 24     | 0      | —    | —     | 5           | 0           | —     | —     | 29    | 0     |
| Cruz Azul            | 2012–13      | Liga MX      | 8      | 0      | 10   | 0     | —           | —           | —     | —     | 18    | 0     |
| Cruz Azul            | Total        | Total        | 49     | 0      | 10   | 0     | 7           | 0           | —     | —     | 66    | 0     |
| Santos Laguna (loan) | 2013–14      | Liga MX      | 29     | 0      | 2    | 0     | 4           | 0           | —     | —     | 35    | 0     |
| Santos Laguna        | 2014–15      | Liga MX      | 16     | 0      | 10   | 2     | —           | —           | 1     | 0     | 27    | 2     |
| Santos Laguna        | 2015–16      | Liga MX      | 36     | 1      | —    | —     | 8           | 0           | —     | —     | 44    | 1     |
| Santos Laguna        | 2016–17      | Liga MX      | 28     | 2      | 5    | 1     | —           | —           | —     | —     | 33    | 3     |
| Santos Laguna        | 2017–18      | Liga MX      | 26     | 0      | 5    | 1     | —           | —           | —     | —     | 31    | 1     |
| Santos Laguna        | Total        | Total        | 106    | 3      | 20   | 4     | 8           | 0           | 1     | 0     | 135   | 7     |
| Celta                | 2018–19      | La Liga      | 32     | 3      | 1    | 0     | —           | —           | —     | —     | 33    | 3     |
| Celta                | 2019–20      | La Liga      | 34     | 1      | 2    | 0     | —           | —           | —     | —     | 36    | 1     |
| Celta                | 2020–21      | La Liga      | 33     | 0      | —    | —     | —           | —           | —     | —     | 33    | 0     |
| Celta                | 2021–22      | La Liga      | 34     | 0      | —    | —     | —           | —           | —     | —     | 34    | 0     |
| Celta                | Total        | Total        | 133    | 4      | 3    | 0     | —           | —           | —     | —     | 136   | 4     |
| América              | 2022–23      | Liga MX      | 17     | 0      | —    | —     | —           | —           | —     | —     | 17    | 0     |
| Career total         | Career total | Career total | 334    | 7      | 35   | 4     | 19          | 0           | 1     | 0     | 389   | 11    |

1. ↑  Includes Copa MX and Copa del Rey
2. 1 2  Appearances in CONCACAF Champions League
3. 1 2  Appearances in Copa Libertadores
4. ↑  Appearance in Campeón de Campeones

### Quốc tế
Tính đến ngày 26 tháng 11 năm 2022
| Đội tuyển quốc gia | Năm  | Trận | Bàn |
| ------------------ | ---- | ---- | --- |
| México             | 2011 | 3    | 1   |
| México             | 2016 | 8    | 0   |
| México             | 2017 | 13   | 2   |
| México             | 2018 | 5    | 0   |
| México             | 2019 | 8    | 0   |
| México             | 2020 | 4    | 0   |
| México             | 2021 | 14   | 0   |
| México             | 2022 | 9    | 0   |
| Tổng               | Tổng | 64   | 3   |

Bàn thắng và kết quả của México được để trước.
| # | Ngày                | Địa điểm                                       | Đối thủ    | Bàn thắng | Kết quả | Giải đấu                 |
| - | ------------------- | ---------------------------------------------- | ---------- | --------- | ------- | ------------------------ |
| 1 | 4 tháng 7 năm 2011  | Sân vận động Bicentenario, San Juan, Argentina | Chile      | 1–0       | 1–2     | Copa América 2011        |
| 2 | 24 tháng 3 năm 2017 | Sân vận động Azteca, Mexico City, México       | Costa Rica | 2–0       | 2–0     | Vòng loại World Cup 2018 |
| 3 | 24 tháng 6 năm 2017 | Kazan Arena, Kazan, Nga                        | Nga        | 1–1       | 2–1     | Confed Cup 2017          |